# Chiesa di Maria Santissima del Carmine (Vasto)
La chiesa di Maria Santissima del Carmine sorge a Vasto, attestata nel 1362, con il nome di San Nicola degli Schiavoni ed era officiata dalla Confraternita omonima. Nel 1522 le famiglie slave erano 50, in seguito si ridussero di numero, fino ad essere completamente assorbite.

## Storia
Nel 1638 si demolì la vecchia chiesa e se ne costruì una nuova intitolata a Maria santissima del Carmine, in cui, in un altare minore, si continuò a venerare san Nicola; anche la confraternita assunse la nuova denominazione. Vennero chiamati a Vasto da Diego I d'Avalos i "clerici regolari della Madre di Dio", o "padri Lucchesi" che vi giunsero da Napoli a fondare un convento con annesso collegio. All'opera concorsero il marchese, l'università e la confraternita, che concesse la chiesa e una rendita annua di 50 ducati. Alcuni vastesi entrarono nell'ordine e Giuseppe Ricci e Luigi Barbotta ne divennero generali. Convento e collegio furono abbandonati poi nel 1807 in seguito alla soppressione degli ordini religiosi decretata da Giuseppe Bonaparte.
Tra il 1758 e il 1761 la chiesa venne ricostruita su disegno di Mario Gioffredo; i lavori interessarono anche il contiguo collegio. Nel 1762 l'interno dell'edificio fu decorato con stucchi ad opera di Michele Saccione di Napoli. La nuova chiesa neoclassica, con influenze vanvitelliane
, presenta una pianta a croce greca con cinque cappelle.

## Descrizione

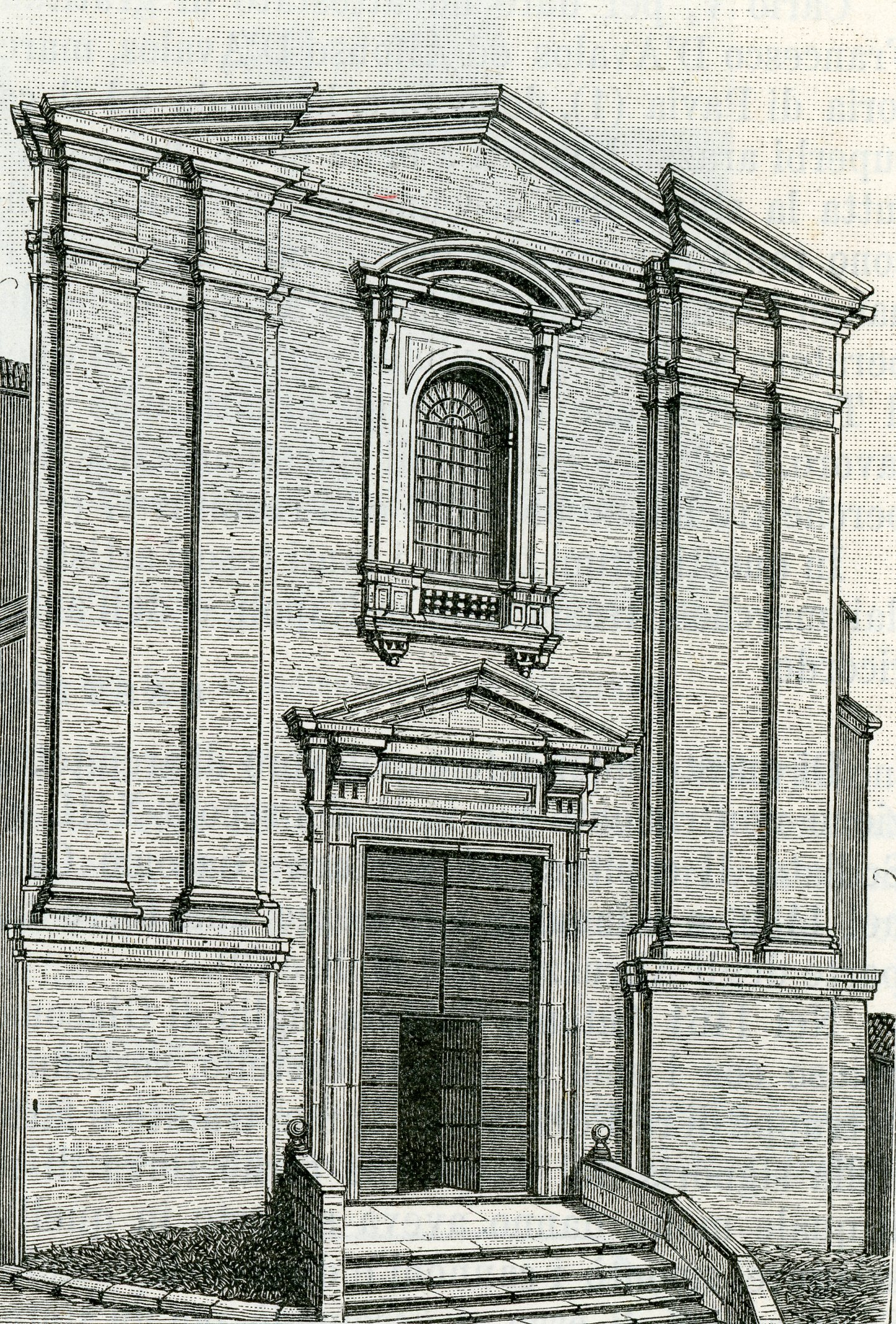
,Prospetto della chiesa in una incisione ortocentesca

La chiesa è l'esempio ideale di chiesa barocca del sud Abruzzo ispirata dallo stile napoletano, in mattoni a vista con impianto a croce greca longirudonale, con due cappelle laterali, presso i bracci del transetto. La facciata è impostata sul modello greco classico, ben scandita da paraste, con l'ingresso architravato curvilineo, introdotto da una svala scala monumentale a doppia rampa, finestrone centrale in asee col portale, e timpano finale triangolare.
Sull'altare maggiore si conserva il dipinto di Crescenzo La Gamba con Presentazione di Maria Bambina all'Eterno Padre e sugli altari laterali a destra San Benedetto nella grotta, di Nicola Tiberi, e a sinistra la Madonna del Carmine con san Nicola e sant'Andrea di Giulio de Litiis.
Nelle cappelle minori, di destra e di sinistra, sono ospitati rispettivamente l'Estasi di santa Teresa d'Avila e il Crocifisso con santi, del napoletano Fedele Fischetti.
Accanto alla facciata si trova un campanile barocco di sezione trapezoidale irregolare.
La facciata è tardobarocca, scandita da costoloni e contrafforti in travertino, con al centro un finestrone con arco classicheggiante. Il resto dell'esterno è stato lasciato nella maniera in cui era la vecchia chiesa precedente, in stile grezzo e semplice in mattoni a vista senza la copertura a intonaco prevista. Sembra che si sia voluta ricordare la presenza della vecchia chiesa di San Nicola degli Schiavoni di rito ortodosso,con l'impianto uguale a un'altra chiesa abruzzese di rito greco, ristritturata nel XVIII secolo, lasciando l'impianto a croce greca, San Gaetano di Chieti sopra Santa Caterina.
Una piccola cupola a calotta sormonta il transetto.

## Vita di culto
La Chiesa di Maria Santissima del Carmine è sussidiaria alla Parrocchia della Concattedrale di San Giuseppe.
Nel 2009, per decreto dell'Arcivescovo Metropolita di Chieti-Vasto S.E. Mons. Bruno Forte, è stata ricostituita l'antica Confraternita di Maria Santissima del Carmine, che contribuisce alla gestione del culto dell'omonima Chiesa.

## Confraternita di Maria Santissima del Carmine
A seguito della ricostituzione, il primo Priore della Confraternita è stato Saverio del Viscio.
Il 20 e 26 luglio 2014 si sono svolte le elezioni per il rinnovo del Consiglio Direttivo che risulta così composto: Priore Giuseppe Mascolo; Vicepriore Carmela Di Fonzo; Segretario Nicola Della Gatta; Maestro dei Novizi Saveria Rovereto; Economo Lidia De Simone; Consigliere Carmela Cocco; Consigliere Filomena Salvati.
Il Consiglio Direttivo è stato nominato dall'Arcivescovo Metropolita di Chieti-Vasto, S.E. Mons. Bruno Forte il 28 luglio 2014 e si è insediato, nel corso di una solenne Celebrazione Eucaristica, il successivo 21 settembre.
A seguito dell'approvazione del nuovo Statuto Confraternale (18 dicembre 2014), l'Assemblea Generale degli iscritti ha provveduto a la integrare il Consiglio Direttivo con il nuovo ufficio di Maestro delle Cerimonie.
Per tale incarico è stato eletto il Confratello Antonio Pollutri, la cui nomina è stata ratificata il 28 gennaio 2015. Si è insediato durante la Celebrazione Eucaristica del successivo 22 febbraio.
Il Consiglio Direttivo esaurirà il proprio mandato quinquennale il 28 luglio 2019.